# Aleksander Kapłoński

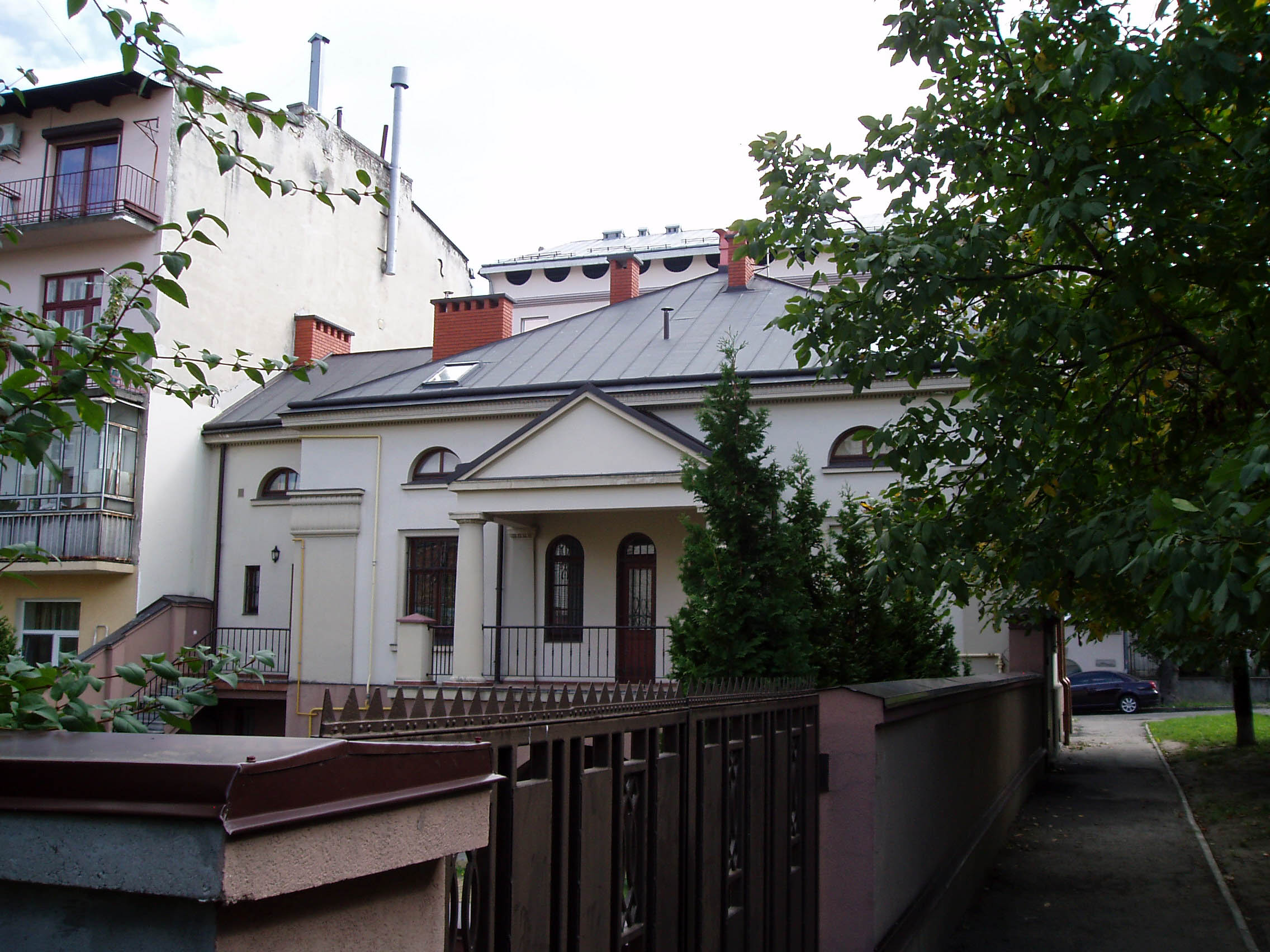
Willa przy ulicy Josypa Slipego 8a

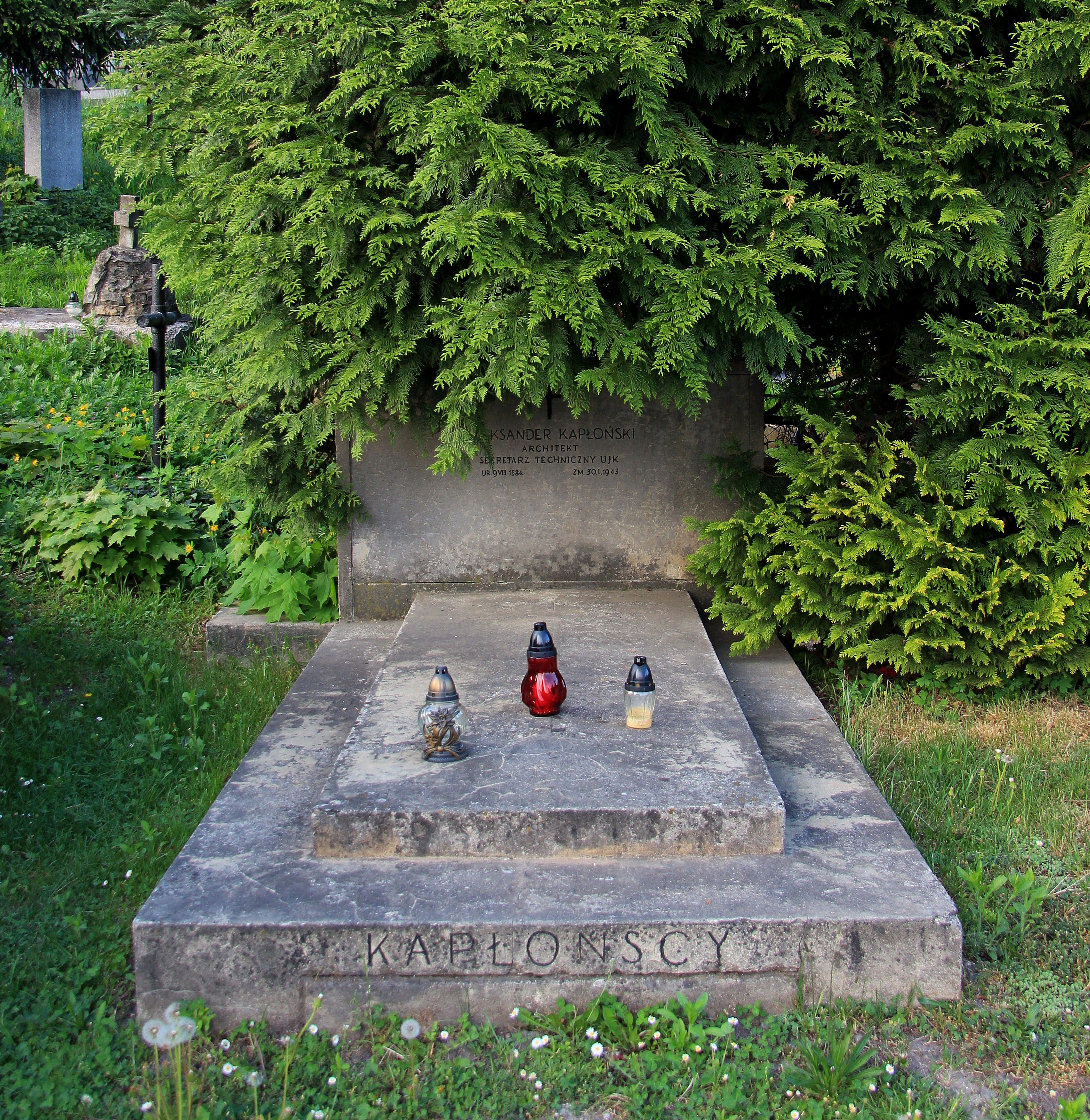

Aleksander Kapłoński (ur. 9 sierpnia 1884, zm. 30 stycznia 1943 we Lwowie) – polski architekt, twórczością związany ze Lwowem.

## Życiorys
Od 13 maja 1922 pełnił funkcję inspektora technicznego we lwowskim Uniwersytecie Jana Kazimierza, a następnie awansował na stanowisko sekretarza technicznego. Tworzył we Lwowie, gdzie mieszkał przy ul. Stanisława Sobińskiego 8A (obecnie Josypa Slipego). Spoczywa na Cmentarzu Łyczakowskim.

## Dorobek architektoniczny
- Dom studencki Uniwersytetu Lwowskiego przy ulicy Słodowej 10 we Lwowie, współautor Czesław Müller /1925-1927/;
- Willa własna przy ulicy Josypa Slipego 8a (Stanisława Sobińskiego) /1927/;
- Przebudowa wnętrz Narodnego Dimu przy ulicy Teatralnej 22 (Tadeusza Rutowskiego) /1928/;
- Żeński dom akademicki przy ulicy Studenckiej 2, współautor Rudolf Indruch /ok. 1930/;
- Zakład wychowawczy im. Abrahamowiczów przy ulicy Tadeusza Boya-Żeleńskiego 5 (Abrahamowiczów), zbudowany według projektu Mariana Nikodemowicza /1930/;
- Przebudowa domu studenckiego Uniwersytetu Lwowskiego przy ulicy Nikołaja Niekrasowa (Pijarów), współautor Czesław Müller;
- Drewniane sanatorium w Mikuliczynie, współautor Czesław Müller /1920/.